# Ernst Burian
Ernst Burian (* 17. Juni 1919 in Jägerndorf, heute Krnov in Tschechien; † unbekannt) war ein deutscher Lagerführer des HJ-Wehrertüchtigungslagers Lunz am See. Er wurde 1948 wegen Mitverantwortung an den Massakern bei Göstling und am Schliefaugraben bei Randegg zu lebenslänglicher Haft verurteilt und 1953 begnadigt.

## Leben
Burian war als Schüler Mitglied des „Deutschen Turnvereins“ und ab 1937 des „Deutschen Schulvereins“. Nach dem Umzug seiner Familie nach Gänserndorf trat er 1937 in die Hitlerjugend (HJ) und die verbotene NSDAP ein. Er wurde nach dem „Anschluss“ Österreichs 1938 Standortführer der HJ in Gänserndorf und 1939 zum Oberkameradschaftsführer der HJ befördert. Am 24. Juni 1938 beantragte er die reguläre Aufnahme in die NSDAP und wurde rückwirkend zum 1. Mai desselben Jahres aufgenommen (Mitgliedsnummer 6.145.965).
Nach dem Abitur trat Burian ab August 1939 als Freiwilliger in die 44. Infanteriedivision der Wehrmacht ein. Nach seiner Beförderung zum Leutnant 1941 wurde er während der Teilnahme am Überfalls auf die Sowjetunion drei Mal verwundet. Nach mehreren Lazarettaufenthalten 1942 kommandierte man ihn nach Frankreich zum Küstenschutz ab, wo er wegen epileptischer Anfälle nur kurz Dienst tat. 1942 heiratete Burian; 1943 wurde sein erstes Kind geboren. Da er wegen seiner Verwundungen frontuntauglich war, wurde er ab Mai 1943 in mehreren niederösterreichischen HJ-Wehrertüchtigungslagern als Ausbilder eingesetzt; zunächst in Raabs, dann in Innermanzing und ab August 1944 in Lunz am See. In Lunz war Burian Standortältester und Lagerführer von 20 Ausbildern und etwa 600 Jugendlichen. Gegen Ende des Zweiten Weltkrieges wurden dem Lager Lunz am See zwei weitere nahegelegene Lager unterstellt. Sein Vorgesetzter war Josef Kracker-Semler, Gebietsführer der Hitlerjugend (HJ) des Reichsgaus Niederdonau.
Die direkte Tatbeteiligung an den Massakern bei Göstling in der Nacht vom 12. auf den 13. April 1945 und im Schliefaugraben bei Radnegg am 15. April 1945, die von Mitgliedern der Waffen-SS und der HJ verübt wurden, bestritt Burian. Er rechtfertigte diese Endphaseverbrechen aber, da er „solche Leute“ als „feindlich unserem Vaterland gesinnt und möglicherweise gefährlich“ gesehen hätte und ihm daher deren Ermordung als sinnvoll erschien sei. Er gab auch zu, über die Mordpläne im Vorhinein Bescheid gewusst zu haben. Der HJ-Angehörige Alois Maurer sagte aus, Burian hätte aktiv an den Erschießungen teilgenommen. Es gibt auch Indizien für seine Beteiligung am Massaker in Göstling. Der HJ-Angehörige Hans Grubmayr sagte im Juli 1945 vor Gericht aus:
„Hauptverbrecher waren Kracker-Semler und sein Spießgeselle Burian. Kracker-Semler führte auch den Beinamen ‚Chef‘. Beide waren mit Bestimmtheit an den Morden in Göstling beteiligt, was ich aus einem Telefongespräch mit Kernstock aus Göstling entnahm. Wer aus Göstling sprach, weiß ich nicht. Ich hörte auf der Banndienstelle nur zufällig mit. Die Stimme sagte wörtlich: ‚Dem Chef seine Arbeit war diesmal nicht gut‘, womit er meinte, dass die ermordeten Juden nicht richtig verbrannt bzw. verscharrt worden seien“.
Nach den beiden Massakern in Randegg und Göstling blieb Burian weiter im Wehrertüchtigungslager Lunz am See und sah das Lager als letzte Verteidigungsbastion gegen die vorrückenden alliierten Truppen an, die durch die HJ noch aufgehalten werden könnten: „nichts ist verloren, solange noch ein Fleckerl da ist“. Durch die Quellen nicht ausreichend belegt ist sein Befehl zur Ermordung von drei Hitlerjungen Anfang 1945, die nicht mehr an den „Endsieg“ glaubten. Auch den Mord an Rudolf Obendorfer, einem in Lunz bekannten Kommunisten und Antifaschisten, der am 7. Mai im Keller seines Hauses angeblich auf Befehl von Kracker-Semler erschossen worden war, bestritt Burian.
Am 8. Mai flüchtete Burian zusammen mit Kracker-Semler Richtung Westen und lebte ein halbes Jahr in Steyr. Er wurde im Dezember 1945 verhaftet und blieb bis 1948 in Untersuchungshaft. Das Österreichische Volksgericht Wien verurteilte ihn 1948 wegen der Morde an Juden in Randegg und Göstling in einem gemeinsamen Prozess mit Kracker-Semler zu lebenslänglicher Haft. 1953 wurde er aus der Justizanstalt Stein entlassen, da der österreichische Innenminister Oskar Helmer 1953 in einem Brief an Justizminister Josef Gerö seine Begnadigung befürwortet hatte. Nach seiner Entlassung lebte Burian wieder in Gänserndorf und war ab 1964 bei der Firma Organchemie in Wien-Hietzing angestellt.